# Lucien Hubbard
Pour les articles homonymes, voir Hubbard.
Lucien Hubbard, né le 22 décembre 1888 à Fort Thomas (Kentucky) et mort le 31 décembre 1971  à Beverly Hills (Californie), est un réalisateur, scénariste et producteur de cinéma américain.

## Biographie
Lucien Hubbard est notamment connu pour avoir produit Les Ailes (Wings) de William Wellman pour lequel il reçut l'Oscar du meilleur film à la fin des années 1920.

## Filmographie partielle

### Comme scénariste
- 1919 : Terror of the Range
- 1920 : Les Révoltés (Outside the Law)
- 1920 : The Garter Girl d'Edward H. Griffith
- 1921 : The Fox
- 1921 : Cheated Love de King Baggot
- 1922 : Tu ne tueras point (The Trap) de Robert Thornby
- 1922 : Le Cœur humain (Human Hearts) de King Baggot
- 1922 : Viviane (Wild Honey) de Wesley Ruggles
- 1923 : West of the Water Tower
- 1924 : Daughters of Today de Rollin S. Sturgeon
- 1925 : La Ruée sauvage (The Thundering Herd) de William K. Howard
- 1925 : Wild Horse Mesa de George B. Seitz
- 1925 : Dans la fournaise (Code of the West) de William K. Howard
- 1928 : Rose-Marie
- 1929 : L'Île mystérieuse
- 1931 : The Star Witness
- 1931 : Le Beau Joueur (Smart Money) de Alfred E. Green
- 1931 : Le Mari de l'Indienne (The Squaw Man)
- 1931 : Le Faucon maltais (The Maltese Falcon) de Roy Del Ruth (non crédité)
- 1943 : Gung Ho!

### Comme réalisateur
- 1928 : Rose-Marie
- 1929 : L'Île mystérieuse

### Comme producteur
- 1927 : Les Ailes (Wings) de William A. Wellman
- 1932 : Crooner de Lloyd Bacon
- 1933 : Entrée des employés (Employees' Entrance) de Roy Del Ruth
- 1933 : Le Roi de la chaussure (The Working Man) de John G. Adolfi
- 1933 : Ex-Lady de Robert Florey
- 1933 : Rose de minuit (Midnight Mary) de William A. Wellman
- 1934 : Agent no 13 (Operator 13) de Richard Boleslawski
- 1934 : Les Amants fugitifs (Fugitive Lovers) de Richard Boleslawski
- 1935 : Les Hommes traqués (Public Hero n°1) de J. Walter Ruben
- 1935 : Poursuite (Pursuit) d'Edwin L. Marin
- 1935 : L'Ombre du doute (Shadow of Doubt) de George B. Seitz
- 1936 : L'Affaire Garden (The Garden Murder Case) d'Edwin L. Marin
- 1937 : Man of the People d'Edwin L. Marin
- 1937 : Secrets de famille (A Family Affair) de George B. Seitz
- 1937 : Le Voilier maudit (Ebb Tide) de James P. Hogan
- 1938 : La Ruée sauvage (The Texans) de James Patrick Hogan
- 1939 : 6000 Enemies de George B. Seitz